# Partito Popolare Cristiano (Germania)
II Partito Popolare Cristiano (in tedesco Christliche Volkspartei, CVP) è stato un partito politico Cristiano sociale e conservatore di breve durata, espressione della destra moderata, nella Repubblica di Weimar.

## Storia
Il Partito Popolare Cristiano era nato da una scissione dal Partito di Centro nel 1919. Il partito contestò le elezioni federali del 1920 in un'alleanza con il Partito Popolare Bavarese noto come Lista elettorale imperiale federalista cristiana. Il CVP ha ottenuto solo lo 0,25% dei voti nazionali, vincendo un solo seggio. Non hanno contestato ulteriori elezioni e venne sciolto nel 1930. Il partito, aveva la sede principalmente nell'area della Renania, nella Germania occidentale. 